# 불발탄

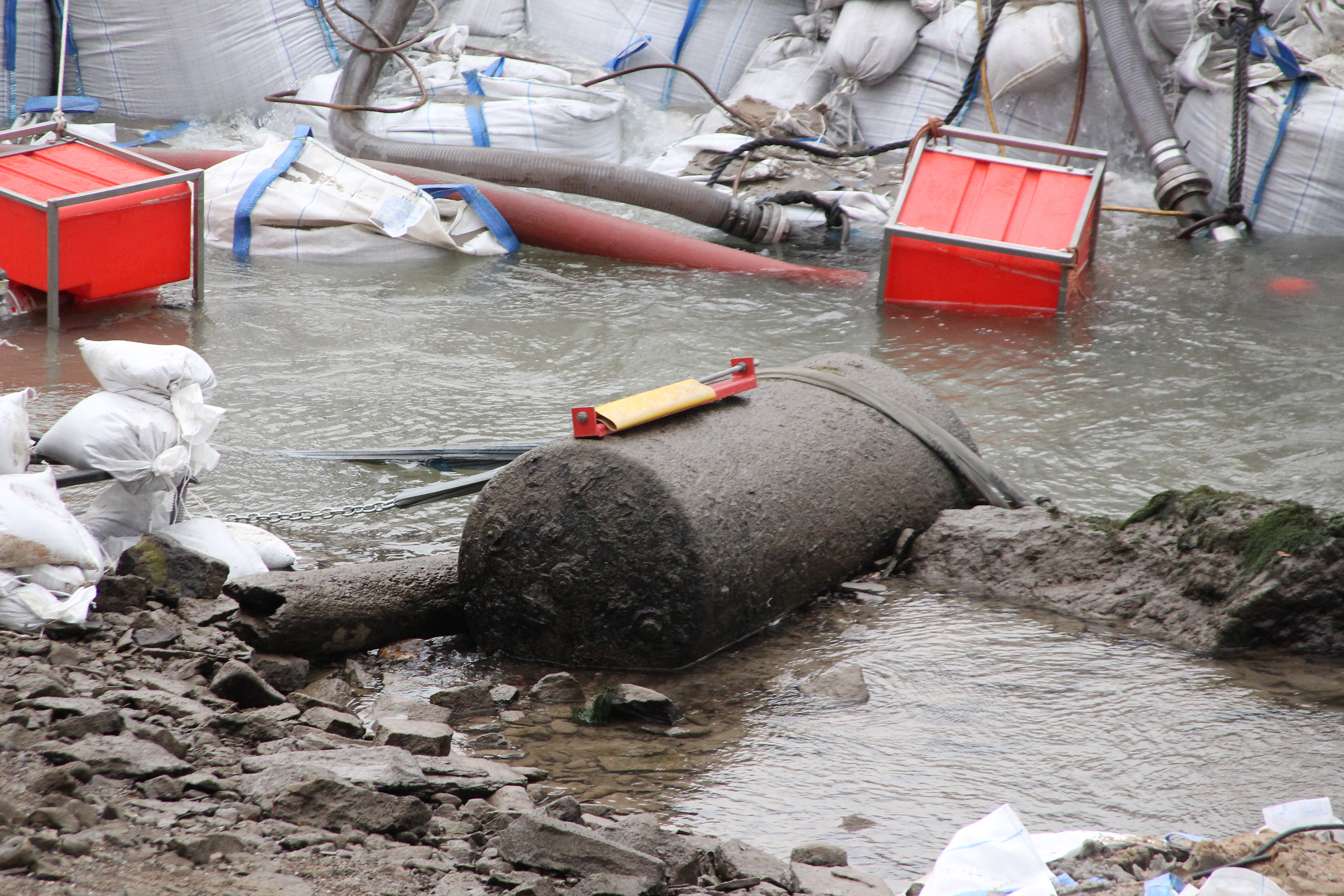

불발탄(不發彈, Unexploded ordnance(UXO 혹은 UO), unexploded bombs(UXBs), explosive remnants of war(ERW))은 매설 혹은 방치되고 최대 수 십 년간 폭발하지 않아 폭발의 위험이 있는 폭탄, 포탄, 유탄, 지뢰, 어뢰, 집속탄 등의 폭발 무기를 일컫는다.
불발탄은 전투 뿐 아니라 군사훈련 때문에도 생긴다. 독가스 탄약을 포함한 제1차 세계 대전의 불발탄은 여전히 문제다. 의도치 않은 탄약이 발견되면 통제된 폭발을 통해 파괴되기도 하지만 심지어 아주 오래된 것이 뜻하지 않게 폭발해서 심각한 피해를 낳기도 한다.
78개국이 지뢰로 오염됐으며 15,000명에서 2만 명을 죽이고 그보다 더 많은 사람이 불구가 된다. 약 80%의 사상자는 민간인인데 어린이에게 가장 영향을 준다. 사망자 절반 가량은 폭발 후 수 시간 내에 죽는다.
확실한 폭발의 위험과 더불어 매장된 불발탄은 환경오염을 야기한다. 몇몇 군사훈련지역에서 과염소산염 등을 이용한 화학 탄약은 토양과 지하수를 오염시킨다.

## 위험과 문제점
연식에 관계없이 불발탄은 폭발할 수 있다. 폭발하지 않아도 오염물질이 샌다. 특히 땅 속 깊이 묻어진 것을 처리하는 일은 어렵고 위험한 흔들림이 폭발로 이어지기도 한다. 불발탄이 발견되면 그곳에서 폭발되거나 파괴될 수 있는 곳으로 안전히 옮겨져야한다.
최대 남북 전쟁 시기의 불발탄이 전투 장소, 전투 장소였던 곳, 사격장 등 세계 곳곳에서 위협적 존재가 된다. 주 문제는 시간이 흐를수록 기폭장치와 화약이 약화되는데 흔들림에 더 취약하게 되고 다루기 더 위험해진다. 공사로 불발탄이 폭발하기도 한다. 종종 치명적 결과를 낳는 오래된 불발탄을 사람이 손 댄 사례도 많다. 해롭지 않다고 생각하며 손을 대서 폭발해서 죽거나 다치는 피해를 보기도 한다. 이런 이유로 비전문가는 손대지 않는 것이 권해진다. 대신 폭발물 처리 전문가가 안전하게 다룰 수 있도록 경찰에 보고되어야 한다.
전문 지식, 기술, 장비를 갖춘 폭발물 처리 전문가들도 불발탄에 내재된 위험 때문에 불행한 일을 겪는다. 가령 2010년 6월 괴팅겐에서 공사하던 사람들이 지하 7m에서 제2차 세계 대전 당시 연합국측이 묻은 500kg에 달하는 폭탄을 발견했다. 인근주민들이 대피하고 폭발물 처리 전문가들이 해체를 준비할 때 불발탄이 터져서 그들 중 셋이 죽고 다른 여섯이 중상을 입었다. 사상자들은 각각 실전 경험 20년이 있었고 불발탄 6-700개를 안전히 다뤘었다. 이 불발탄은 설계된 대로 작동하지 않아 65년 넘는 시간 동안 아주 불안하게 된 지연 작동 화학 퓨즈가 있었다.
전세계적으로 불발 지뢰 1억 1천만 개가 매장되어있으며 불발 지뢰가 가장 많이 매장된 10개국은 다음과 같다.
또한 대한민국 비무장지대에도 많은양의 지뢰가 묻혀있다.
- 이집트: 2300만 개
- 이란: 1600만 개
- 아프가니스탄,  앙골라,  중국,  이라크: 1000만 개
- 캄보디아: 700만 개
- 보스니아 헤르체고비나: 600만 개
- 쿠웨이트: 500만 개
- 베트남: 350만 개

## 같이 보기
- 탄약창